# تسلیاگیون
تسلیاگیون (به لاتین: Tselyagyun) یک منطقهٔ مسکونی در روسیه است که در شهرستان محرم‌کند واقع شده‌است.